# Josh White
Joshua White fue un guitarrista, banjoista y cantante de blues y folk norteamericano, nacido en Greenville, Carolina del Sur, el 11 de febrero de 1915, aunque esta fecha está en discusión, debido a lo temprano de sus primeras grabaciones. Falleció en Manhasset, Nueva York, el 5 de septiembre de 1969.

## Historial
Desde su adolescencia, White recorrió el estado acompañando, como lazarillo, a diversos músicos ciegos: Blind Lemon Jefferson, Blind Joe Taggart, Willie Walker... De ellos aprendió a tocar la guitarra. Én esta época, además, adoptó una conciencia política, consecuencia de su contacto con el segregacionismo, los linchamientos y el desprecio cotidiano, que le llevó a militar activamente en el Partido Comunista Americano durante la década de 1930.
Su primera aparición en disco data de 1929, junto a un grupo de hillbilly, música que frecuentó durante un cierto tiempo. Reputado como un buen guitarrista, grabó un gran número de temas de blues, influenciado por Lonnie Johnson, con temáticas fuertemente sociales, que solía firmar con seudónimo. En 1935 llega a Nueva York y se une al grupo de folk del río Hudson, junto a Woody Guthrie, Burl Ives o Cisco Houston, todos ellos blancos norteños, aparte de frecuentar a bluesmen como Sonny Terry.
En 1940, una grabación de White, producida por John Hammond, muy política y con gran éxito entre el público folk, le acarreó su condena a muerte por el Ku Klux Klan, que incendió su casa y le obligó a suspender un gran número de conciertos. Además, su militancia de izquierdas le generó problemas con la Comisión McCarthy, que le vetó en la radio y logró que las discográficas más poderosas no le grabaran.

## Estilo
Magnífico guitarrista, con una técnica fluida y voz aguda y entrecortada, con una singular calidad. Su música siempre tenía un toque sofisticado. Es uno de los grandes intérpretes de blues, cuyo papel ha sido minusvalorado por sus tendencias folkies.
A partir de 1955, y sobre todo en los años 1960, White se aleja cada vez más del blues, para integrarse plenamente en el folk, junto a músicos como Pete Seeger, aunque aún realiza grabaciones de blues con Sonny Boy Williamson II y otros.